# 亞布拉尼察市鎮
43°3′N 24°5′E / 43.050°N 24.083°E

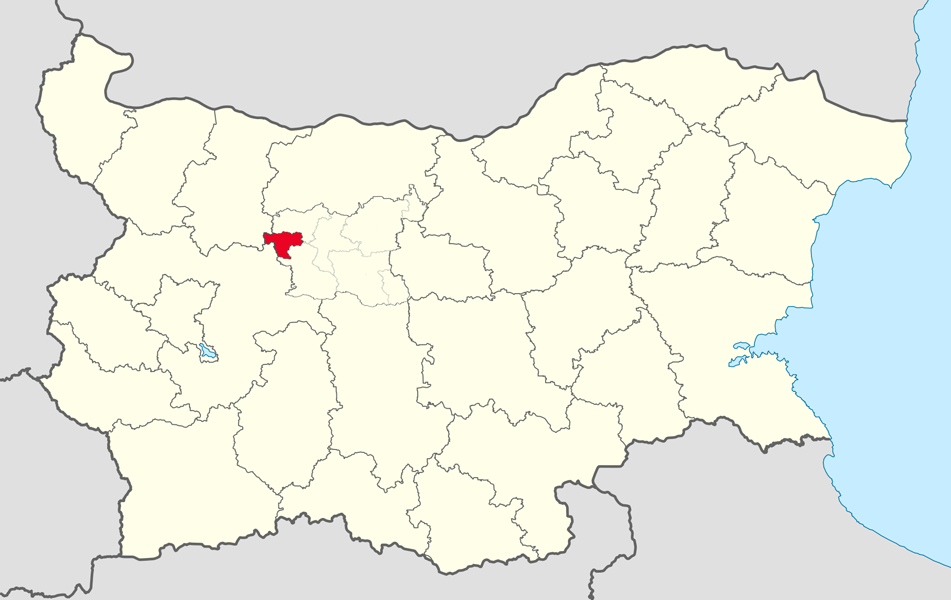

亞布拉尼察市，是保加利亞的城鎮，位於該國中部，由洛維奇州負責管轄，首府設於亞布拉尼察，面積276平方公里，2009年人口6,427，人口密度每平方公里23.3人。